# Pelegrí Pomés i Miquel
Pelegrí Pomés i Miquel (Santa Coloma de Queralt, 10 de juliol de 1828 – 18 d'agost de 1894, Benifallet) va ser un polític i advocat català, diputat al Congrés dels Diputats durant el Bienni Progressista (1854-56).
La carrera política de Pomés agafa gran volada en les eleccions al Congrés de Diputats celebrades el 4 d'octubre de 1854. Dels 8.850 electors que estaven registrats a la circumscripció de Tarragona, 4.094 (46%) decideixen votar, i 2.999 trien la seva opció. El 13 de novembre recull la seva acta com a diputat del Partit Progressista, llavors en l'exercici del govern. Just entrar a la cambra alta, concretament el 22 de novembre de 1854, Pomés i José María d'Orense impulsen una comissió per investigar si s’han de demanar responsabilitats als ministres que han exercit el càrrec entre juliol de 1843 i agost de 1854. Els treballs de la comissió no van avançar gaire, a causa de la reticència del mateix Partit Progressista.
En paral·lel, Pomés realitza intervencions parlamentàries encaminades a enaltir l'emancipació social, una millora substancial en les condicions sanitàries de la població i també a reclamar la construcció d'infraestructures (ports, carreteres i ferrocarrils) considerades de primera necessitat. A escala més local, el 2 de febrer de 1855 dona suport a una petició de llei per tal que els vilatans de Sarral no hagin de retornar els impostos pagats durant la guerra carlina.
Segons consta en l'edició del 10 d'agost de 1855 del diari madrileny La Iberia, Pomés va ser nomenat comandant del batalló de la Milícia Nacional de Santa Coloma de Queralt.
Durant aquests anys, Pomés Miquel, es doctora per Jurisprudicència amb la tesi '¿Necesitan alguna reforma los juicios de menor cuantía? ¿Cuáles son los principales puntos en que se nota esta necesidad?'. En l'acte d'investidura com a doctor, celebrat a la Facultat de Jurisprudència, pronuncia el discurs Historia del derecho romano. Es tracta d'un text breu, concís i pedagògic, que posteriorment serà editat i extensament consultat. A la Universitat Central, també es matricula a la Facultat de Teologia (1855-57). En aquests anys es manifesta monàrquic, però poc partidari d'Isabel II. En les darreries dels anys cinquanta, escriu tribunes d'opinió en el diari demòcrata i republicà La discusión.
L'any 1861, Pomés es troba instal·lat de nou a Barcelona, formant part del Col·legi d'Advocats de Barcelona. La Revolució de setembre de 1868 provoca l'exili de la reina Isabel II i l'inici del Sexenni Democràtic. En aquest context, Pomés es mostra partidari de no enderrocar la monarquia, però sí millorar les condicions de vida de les classes populars. Segons els demòcrates, tal com eren coneguts els seguidors d'aquest corrent ideològic, la consecució de drets socials era més important que la forma d'organització de l'Estat.
El 23 d'abril de 1869, Pomés Miquel reflecteix aquesta ambivalència en una carta que, juntament amb Salvador Sanpere i Miquel, envia a l'historiador i polític Víctor Balaguer. Durant aquell any, Pelegrí Pomés és membre del govern provisional de l'Ajuntament de Barcelona presidit per l'alcalde Francesc Soler, i forma part del cercle de polítics que donen suport a la candidatura d'Amadeu de Savoia com a nou monarca espanyol.
En les eleccions a les Corts de 1869, a les quals es presenta amb el comitè dels Partidos Coaligados, liderat per l'exministre d'Hisenda Pascual Madoz, Pomés obté uns resultats molt allunyats dels aconseguits pels candidats antimonàrquics, i no obté l'acta com a congressista. Haurà d'esperar fins a les eleccions de 1872, celebrades entre el 2 i 5 d'abril, per tornar a ser elegit diputat i senador, si bé renunciarà a aquest darrer càrrec.
Durant els anys vuitanta, Pomés vivia al carrer de la Cometa de Barcelona, tenia una segona residència a Santa Coloma de Queralt, i una tercera finca a Civit. Com informa La Vanguardia de Barcelona del 18 d'agost de 1894, Pelegrí Pomés mor en el balneari de Cardó (Benifallet), anys després d'haver abandonat l'activitat política. El funeral es va celebrar a Santa Coloma a la primera quinzena de setembre.